# The Genera of South African plants
The Genera of South African plants (abreviado Gen. S. Afr. Pl.) es un libro con ilustraciones y descripciones botánicas que fue escrito por el médico y botánico irlandés William Henry Harvey y publicado en una primera edición en el año 1838, y una segunda edición en el año 1868 con el nombre de The Genera of South African plants, arranged according to the natural system ....